# Colostethus baeobatrachus
Anomaloglossus baeobatrachus là một loài ếch thuộc họ Dendrobatidae.
Loài này có ở Brasil, Guyane thuộc Pháp, Suriname, và có thể cả Guyana.
Môi trường sống tự nhiên của chúng là rừng ẩm vùng đất thấp nhiệt đới hoặc cận nhiệt đới, đầm nước ngọt, và đầm nước ngọt có nước theo mùa.